# Árpád Baróti
Pour les articles homonymes, voir Baróti.
Árpád Baróti est un joueur international hongrois de volley-ball, né le 23 octobre 1991 à Bonyhád (Hongrie). Il mesure 2,06 m et joue au poste d'attaquant.

## Clubs
| Club                               | De        | À         |
| ---------------------------------- | --------- | --------- |
| Dunaferr SE                        | 2008-2009 | 2009-2010 |
| Callipo Sport Vibo Valentia        | 2010-2011 | 2010-2011 |
| Vero Volley Monza                  | 2011-2012 | 2012-2013 |
| Ansan OK Financial Group Okman     | 2013-2014 | 2013-2014 |
| Pallavolo Città di Castello        | 2014-2015 | 2014-2015 |
| Berlin Recycling Volleys           | 2015-2016 | 2015-2016 |
| Suwon KEPCO Vixtorm                | 2016-2017 | 2016-2017 |
| Cheonan Hyundai Capital Skywalkers | 2017-2018 | 2017-2018 |
| Narbonne Volley                    | 2018-2019 | 2018-2019 |
| ZAKSA Kędzierzyn-Koźle             | 2019-2020 | 2019-2020 |
| Bursa Büyükşehir Belediyespor      | 2020-2021 | 2020-2021 |
| Tourcoing Lille Métropole          | 2020-2021 | en cours  |

## Palmarès

### En sélection nationale
Néant

### En club
- Coupe CEV (1)
  - Vainqueur : 2016.
- Championnat de Hongrie
  - Troisième : 2010.
- Supercoupe d'Allemagne
  - Finaliste : 2015.
- Coupe d'Allemagne (1)
  - Vainqueur : 2016.
- Championnat d'Allemagne (1)
  - Vainqueur : 2016.
- Coupe de Corée du Sud (1)
  - Vainqueur : 2016.
- Championnat de Corée du Sud
  - Finaliste : 2018.
  - Troisième : 2017.
- Supercoupe de Pologne (1)
  - Vainqueur : 2019.
- Championnat de Pologne (1)
  - Vainqueur : 2020.

### Distinctions individuelles
Néant